# محمد سبيع الذهبي
محمد بن سبيع بن يحيى الذهبي البسيوني الحنبلي، شيخ السادة الحنابلة بالأزهر وعضو جماعة كبار العلماء وعضو مجلس إدارة الأزهر.

## نشأته
ولد في مدينة بسيون سنة 1289هـ الموافق 1871م، وينتهي نسبه إلى الإمام الحسن بن علي بن أبي طالب رضي الله عنهما.
وأما اسم أبيه فهو (سبيع) كما ذكر في مقدمة الطبعة الأولى والثانية من كتاب (الفقه على المذاهب الأربعة) والذين كتبوها ممن درسوا معه في الأزهر وذكر في كتاب (الحج والعمرة على المذاهب الأربعة) وهو قد طبع كذلك بإشراف الأزهر، وذكره الزركلي، وذكر كذلك في تقويم سنة 1930 المطبوع في المطبعة الأميرية صفحة 155، ويذكر كذلك في تقارير جماعة كبار العلماء في الأزهر، وضبطت (سُبَيْع) بضم السين وفتح الباء في إجازته لأحد تلامذته. ومع ذلك ذكره محقق كتابه (الأقوال المرضية لنيل المطالب الأخروية في فقه الإمام المبجل أحمد بن حنبل): (سَبُع) من غير حرف الياء بناء على مخطوطة لم يذكر عليها اسم الناسخ.

## دراسته وشيوخه
تعلم بالأزهر، ومن شيوخه السيد أحمد الشيخ البسيوني شيخ السادة الحنابلة بالديار المصرية، وإسماعيل الحامدي.
وعين مدرساً بالمعاهد الدينية الأزهرية في 7 شعبان 1320هـ الموافق 7 نوفمبر1902م، ثم عُين مدرساً في الأزهر سنة 1329هـ الموافق 1911م.
نال عضوية جماعة كبار العلماء 9 محرم 1339 هـ الموافق 23 سبتمبر 1920 م.
اختير عضواً استشارياً في اللجنة العلمية للمؤتمر الإسلامي العام للخلافة التي انعقدت في مصر سنة 1344 هـ في المدة 16 – 18 مايو سنة 1926م لبحث المسائل التي كُلفت اللجنة ببحثها وهي: بيان حقيقة الخلافة وشروط الخليفة في الإسلام، الخلافة واجبة في الإسلام وبم تنعقد الخلافة، وانعقد المؤتمر في محاولة لإحياء الخلافة الإسلامية التي انتهت بسقوط الخليفة عبد المجيد الثاني آخر خليفة عثماني عام 1924م.
وضمت اللجنة من المذهب الحنفي الشيخ عبد الرحمن قراعة والشيخ أحمد هارون من مصر والشيخ خليل الخالدي من فلسطين، ومن المذهب الشافعي الشيخ حسين والي والشيخ محمد الأحمدي الظواهري من مصر والشيخ حسن أبي السعود من فلسطين، ومن المذهب المالكي السيد محمد الببلاوي والشيخ عبد العزيز محمود من مصر والشيخ عبد العزيز الثعالبي أفندي من العراق، ومن المذهب الحنبلي السيد محمد سبيع الذهبي عضواً حنبلياً وحيداً استشارياً.

## طلابه
من طلابه: محمد بن عبد العزيز المانع رائد التعليم الحديث في قطر والخليج وقرأ عليه النحو والعلوم السائدة في الأزهر.

## مؤلفاته
من أشهر مؤلفاته (الأقوال المرضية لنيل المطالب الأخروية في فقه الإمام المبجل أحمد بن حنبل)، وفرغ من كتابته عام 1338هـ الموافق 1920م، وقررت لجنة فحص الكتب في الأزهر أنه يستحق الجائزة المنصوص عليها في المادة 125 من القانون رقم 10 لسنة 1911م وكان ذلك في 25 ذي الحجة 1338هـ الموافق 9 سبتمبر 1920م.
واشترك في تأليف (الفقه على المذاهب الأربعة) الصادر عن وزارة الأوقاف المصرية.
كما اشترك في تأليف رسالة في (الحج والعمرة على المذاهب الأربعة)، والتي وضعت بطلب من مشيخة الأزهر لفائدة الحجاج والمعتمرين وكتبت من قبل لجنة من العلماء هم: الشيخ محمد سبيع الذهبي (رئيس اللجنة)، والشيخ محمود أبو دقيقة الحنفي، والشيخ حسين البيومي الحنفي، والشيخ عيسى مَنُّون الشافعي، والشيخ أبو طالب حسنين الحنبلي، والشيخ محمد عبد الفتاح العناني المالكي.

## وفاته
توفي في 16/ 12/ 1361 هـ الموافق 24 ديسمبر 1942م ودفن في بلدته بسيون.
وظلت مشيخة مذهب الحنابلة شاغرة منذ وفاته لعدم وجود من يشغلها حتى عُين الشيخ محمد عبد اللطيف موسى السبكي شيخاً للمذهب الحنبلي في أكتوبر عام 1952م، لعدم وجود عالم من علماء الحنابلة بين جماعة كبار العلماء.